# Richard Hawkey
Richard Hawkey, né le 7 août 1923 à Teddington et mort le 19 mars 1991 à Hillingdon, est un joueur de First-class cricket et un joueur de squash international représentant l'Angleterre.

## Biographie
Né à Teddington, Richard Hawkey fait ses études à la Merchant Taylors' School. En 1948, Hawkey fait ses débuts dans le First-class cricket pour les Free Foresters contre l'université de Cambridge. L'année suivante, il dispute deux matchs pour l'université de Cambridge contre les Néo-Zélandais en tournée et le Warwickshire County Cricket Club, tous deux joués au Fenner's. Il marque 42 points et  remporte un seul guichet au cours de ses trois matchs de First-class cricket . Outre le cricket, il est également joueur de squash international, participant à quinze British Open consécutifs de 1954 à 1968 et représentant l'Angleterre. Il a également écrit plusieurs livres d'entraînement sur le sujet. Il meurt à Hillingdon en mars 1991.